# Hylophilus semicinereus
El verdillo pechigrís (Hylophilus semicinereus), también denominado verderón pechigrís (en Colombia), verdillo de pecho gris (en Perú), verderón cabeza verde (en Venezuela) o vireillo de pecho gris, es una especie de ave paseriforme de la familia Vireonidae perteneciente al género Hylophilus. Es nativo de la región amazónica de América del Sur. 

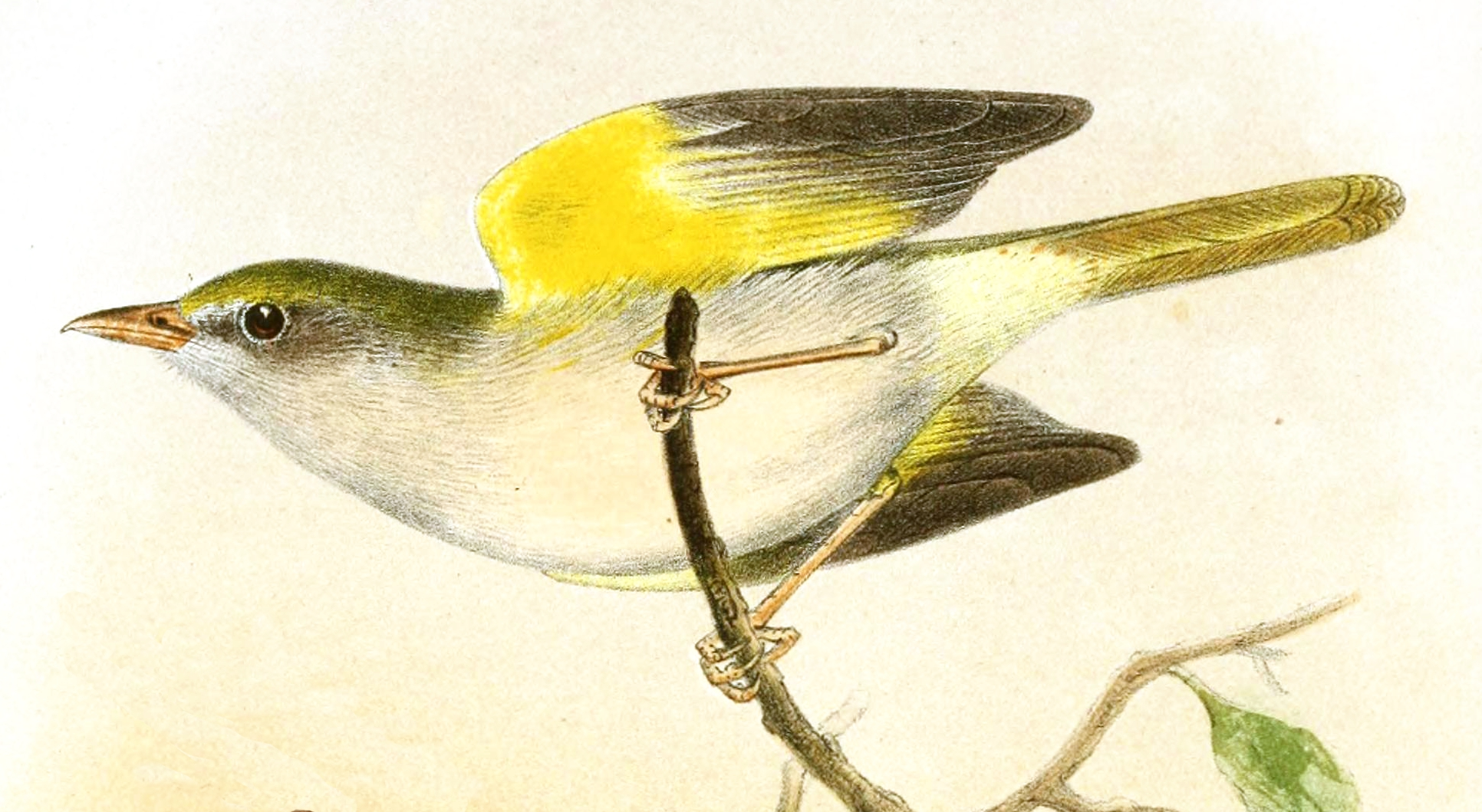
Hylophilus semicinereus; ilustración de Smit, 1867.

## Distribución y hábitat
Se distribuye por el sur de Venezuela, este de la Guayana francesa, norte y noroeste de Brasil, posiblemente en el este de Colombia, noreste de Perú y extremo noreste de Bolivia.
Es bastante común en su hábitat preferencial de canopia y bordes de sevas húmedas hasta los 400 m s. n. m. de altitud.

## Subespecies
Según la clasificación del Congreso Ornitológico Internacional (IOC) (Versión 6.2, 2016) y Clements Checklist v.2015,  se reconocen 3 subespecies, con su correspondiente distribución geográfica:
- Hylophilus semicinereus viridiceps (Todd, 1929) - sur de Venezuela (Amazonas y Bolívar), este de la Guayana francesa, y norte de Brasil al sur hasta el río Solimões y río Amazonas (posiblemente también hasta Borba, en el bajo río Madeira), probablemente también en el este de Colombia (este de Vichada y este de Guainía).
- Hylophilus semicinereus juruanus Gyldenstolpe, 1941 - noroeste de Brasil al sur del río Solimões (región de los altos ríos Juruá y Purús) y noreste de Perú.
- Hylophilus semicinereus semicinereus Sclater & Salvin, 1867 - norte de Brasil al sur del bajo río Amazonas (desde Pará y Maranhão, posiblemente desde el río Madeira, hacia el sur hasta el norte de Mato Grosso) y extremo noreste de Bolivia.